# Loi de Malus

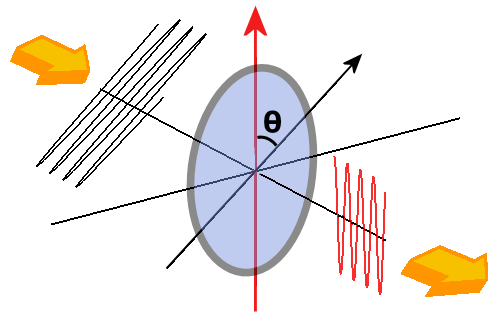
Illustration de la loi de Malus. L'axe rouge du polariseur fait avec l'axe noir de polarisation de l'onde incidente, un angle. L'onde ressort polarisée dans le même sens que l'axe du polariseur, et atténuée.

La loi de Malus est une loi en optique portant sur la quantité d'intensité lumineuse transmise par un polariseur parfait.

## Histoire
L'éponyme de la loi de Malus, est Étienne Louis Malus, (1775-1812) qui l'a découverte en 1809.

## Principe
Supposons qu'une onde plane polarisée rectilignement passe par un polariseur. On note θ l'angle que fait cette polarisation avec l'axe du polariseur. L'onde sortante est alors polarisée selon l'axe du polariseur, mais elle est atténuée par un certain facteur : si l'on note {\displaystyle I_{0}} et {\displaystyle I} les intensités incidente et sortante, alors la loi de Malus s'écrit :
{\displaystyle I=I_{0}\cos ^{2}{(\theta )}}.
Cette loi a quelques conséquences importantes :
- Si la polarisation de l'onde incidente est dans la même direction que l'axe du polariseur, alors toute l'intensité lumineuse est transmise ({\displaystyle \theta =0}).
- Si la polarisation de l'onde incidente est orthogonale à l'axe du polariseur, alors il n'y a pas d'onde sortante ({\displaystyle \theta =90}°). Dans ce cas, on dit que le polariseur est « croisé ».
- Si l'onde  incidente n'est pas polarisée, c'est-à-dire qu'elle est constituée de toutes les polarisations possibles, alors en effectuant la moyenne de {\displaystyle I}, on obtient {\displaystyle I=I_{0}/2} : la moitié de l'intensité passe. C'est ce que l'on observe en regardant une lampe à travers un polariseur.

## Démonstration
Un polariseur a pour effet de projeter l'amplitude A0 de l'onde qu'il reçoit sur son axe. Dans le cas d'une onde polarisée rectilignement, cette projection est proportionnelle au cosinus de l'angle θ défini plus haut. Ainsi, en notant A l'amplitude sortante, on a :
{\displaystyle A=A_{0}\cos {(\theta )}}.
Or, l'intensité lumineuse est, par définition, proportionnelle au carré de l'amplitude d'une onde polarisée rectilignement E:
{\displaystyle I_{0}={\overrightarrow {E}}.{\overrightarrow {E}}=E_{0}^{2}}
En élevant au carré l'expression précédente on obtient alors :
{\displaystyle I=I_{0}\cos ^{2}{(\theta )}=A_{0}^{2}\cos ^{2}(\theta )}.

Dans le cas d'une onde non polarisée, la formule se démontre en trouvant la moyenne de la fonction {\displaystyle \cos ^{2}(\theta )} grâce au théorème de la moyenne. Par contre, il suffit, pour s'en convaincre, de voir que {\displaystyle \cos ^{2}(\theta )} ne peut aller que de 0 à 1, puisque :
| {\displaystyle \cos(0^{\circ })=1}      | {\displaystyle \cos(90^{\circ })=0}      | {\displaystyle \cos(180^{\circ })=-1}     | {\displaystyle \cos(270^{\circ })=0}      |
| {\displaystyle \cos ^{2}(0^{\circ })=1} | {\displaystyle \cos ^{2}(90^{\circ })=0} | {\displaystyle \cos ^{2}(180^{\circ })=1} | {\displaystyle \cos ^{2}(270^{\circ })=0} |

Ainsi, la valeur moyenne de {\displaystyle \cos ^{2}(\theta )} est forcément {\displaystyle {\frac {1}{2}}}, donc la formule est {\displaystyle I={\frac {I_{0}}{2}}}.
Toutefois, la preuve rigoureuse nécessite le théorème de la moyenne. Cette fonction vaut 1 (maximum) pour un angle de 0° et vaut 0 (son minimum) pour un angle de 90°. Ainsi, la moyenne entre ces deux extrêmes de la fonction sera :
{\displaystyle {\frac {\displaystyle \int _{0}^{\pi /2}{\color {OliveGreen}\cos ^{2}(\theta )}\,d\theta }{\pi /2-0}}={\frac {\displaystyle \int _{0}^{\pi /2}{\color {OliveGreen}\left({\frac {1+\cos(2\theta )}{2}}\right)}\,d\theta }{\pi /2-0}}}
Cette équation est obtenue grâce à une identité trigonométrique parmi les formules de réduction du carré qui dit que {\displaystyle \color {OliveGreen}\cos ^{2}x={\frac {1+\cos(2x)}{2}}}. Par la suite, on intègre terme à terme puis on met en évidence les constantes :
{\displaystyle ={\frac {{\frac {1}{2}}{\color {blue}\displaystyle \int _{0}^{\pi /2}1\,d\theta }+{\tfrac {1}{2}}\displaystyle \int _{0}^{\pi /2}\cos(2\theta )\,d\theta }{\pi /2-0}}={\frac {{\frac {1}{2}}{{\color {blue}\left[\theta \right]_{0}^{\pi /2}}+{\color {YellowOrange}{\tfrac {1}{2}}\displaystyle \int _{0}^{\pi /2}\cos(2\theta )\,d\theta }}}{\pi /2-0}}}
L'intégrale de 1 selon θ est θ. Remarquons que l'on peut faire une substitution : {\displaystyle \color {YellowOrange}u=2\theta } et {\displaystyle \color {YellowOrange}d\theta ={\tfrac {du}{2}}}.
{\displaystyle ={\frac {{\frac {1}{2}}{\color {blue}\left[\theta \right]_{0}^{\pi /2}}+{\color {YellowOrange}{\tfrac {1}{2}}\cdot {\tfrac {1}{2}}\displaystyle \int _{0}^{\pi }\cos(u)\,du}}{\pi /2-0}}={\frac {{\frac {1}{2}}{\color {blue}\left[\theta \right]_{0}^{\pi /2}}+{\color {YellowOrange}{\tfrac {1}{4}}\displaystyle \left[\sin(u)\right]_{0}^{\pi }}}{\pi /2-0}}}
Nous pourrions continuer à partir de là, mais exprimons la formule avec une seule primitive, car cette forme est plus souvent rencontrée. Dans la ligne qui suit, la propriété de distributivité de la multiplication par rapport à l'addition et la propriété d'associativité de l'addition sont utilisées :
{\displaystyle ={\frac {{\frac {1}{2}}\left[\theta \right]_{0}^{\pi /2}+{\color {YellowOrange}{\tfrac {1}{4}}\displaystyle \left[\sin(2\theta )\right]_{0}^{\pi /2}}}{\pi /2-0}}={\frac {\left[{\frac {\theta }{2}}+{\frac {\color {OliveGreen}\sin(2\theta )}{4}}\right]_{0}^{\pi /2}}{\pi /2-0}}={\frac {\left[{\frac {\theta }{2}}+{\frac {\color {OliveGreen}2\sin(\theta )\cos(\theta )}{4}}\right]_{0}^{\pi /2}}{\pi /2-0}}}
Cette équation est obtenue grâce à une identité trigonométrique parmi les formules de l'angle double qui dit que {\displaystyle {\color {OliveGreen}\sin[2(x)]=2\sin(x)\cos(x)}}. Nous obtenons finalement la primitive la plus souvent rencontrée :
{\displaystyle =\left[{\color {Plum}{\frac {\theta +\sin(\theta )\cos(\theta )}{2}}}\right]_{0}^{\tfrac {\pi }{2}}\cdot {\frac {2}{\pi }}=\left({\color {Plum}F({\tfrac {\pi }{2}})-F(0)}\right)\cdot {\frac {2}{\pi }}={\frac {\color {red}\pi }{4}}\cdot {\frac {2}{\color {red}\pi }}={\frac {2}{4}}={\frac {1}{2}}}
Si on le fait pour l'équation de l'intensité lumineuse en entier, la fonction vaudra {\displaystyle I_{0}} (maximum) pour un angle de 0° et vaudra 0 (son minimum) pour un angle de 90°. Ainsi, la moyenne entre ces deux extrêmes de la fonction sera :
{\displaystyle {\bar {I}}={\frac {\displaystyle \int _{0}^{\pi /2}{I_{0}}\cos ^{2}(\theta )\,d\theta }{\pi /2-0}}={\frac {{I_{0}}\displaystyle \int _{0}^{\pi /2}\cos ^{2}(\theta )\,d\theta }{\pi /2-0}}={I_{0}}{\frac {\color {red}\pi }{4}}\cdot {\frac {2}{\color {red}\pi }}={I_{0}}{\frac {2}{4}}={\frac {I_{0}}{2}}}
Par conséquent, pour une onde non polarisée, la formule est {\displaystyle I={\frac {I_{0}}{2}}}.

## Observation expérimentale
Dans l'exemple ci-dessous, on observe la lumière polarisée rectilignement provenant d'un écran d'ordinateur. D'après la loi de Malus, le polariseur placé devant peut l'empêcher de passer selon son orientation.

Observation de l'effet d'un polariseur sur une lumière polarisée provenant d'un écran plat d'ordinateur.
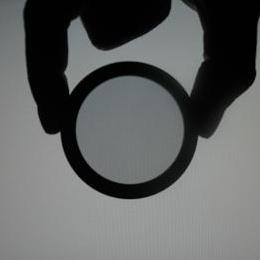
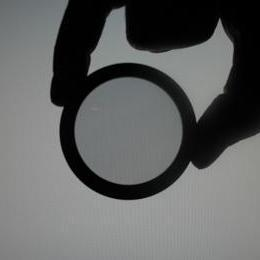
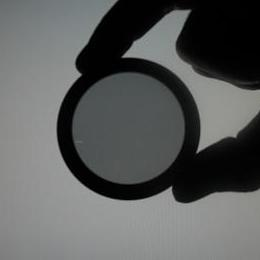
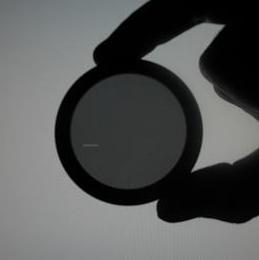
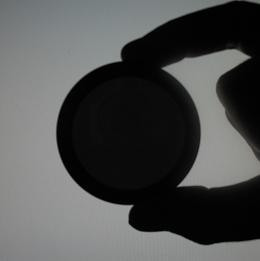

#### Manuels d'enseignement supérieur
- [Séguin, Descheneau et Tardif 2010] Marc Séguin, Julie Descheneau et Benjamin Tardif, Physique XXI, t. C : Ondes et physique moderne, Bruxelles, De Boeck Université, hors coll. / sciences, sept. 2010, 1re éd., 1 vol., XIX-572, ill. et fig., 21,2 × 27,6 cm (ISBN 978-2-8041-6194-1, EAN 9782804161941, OCLC 708358340, BNF 42242783, SUDOC 146797035, présentation en ligne, lire en ligne).

#### Dictionnaires et encyclopédies
- [Menten 2013] Pierre de Menten de Horne (préf. de Brigitte Van Tiggelen), Dictionnaire de chimie : une approche étymologique et historique, Bruxelles, De Boeck Supérieur, hors coll. / sciences, oct. 2013, 1re éd., 1 vol., 395, ill. et fig., 17 × 24 cm (ISBN 978-2-8041-8175-8, EAN 9782804181758, OCLC 863131805, BNF 43681551, SUDOC 172765986, présentation en ligne, lire en ligne), s.v. loi de Malus, p. 181-192.
- [Taillet, Villain et Febvre 2018] Richard Taillet, Loïc Villain et Pascal Febvre, Dictionnaire de physique, Louvain-la-Neuve, De Boeck Supérieur, hors coll. / sciences, janv. 2018, 4e éd. (1re éd. mai 2008), 1 vol., X-956, ill. et fig., 17 × 24 cm (ISBN 978-2-8073-0744-5, EAN 9782807307445, OCLC 1022951339, BNF 45646901, SUDOC 224228161, présentation en ligne, lire en ligne), s.v. Malus (loi de), p. 452, col. 1.